# Maurice d'Elbée

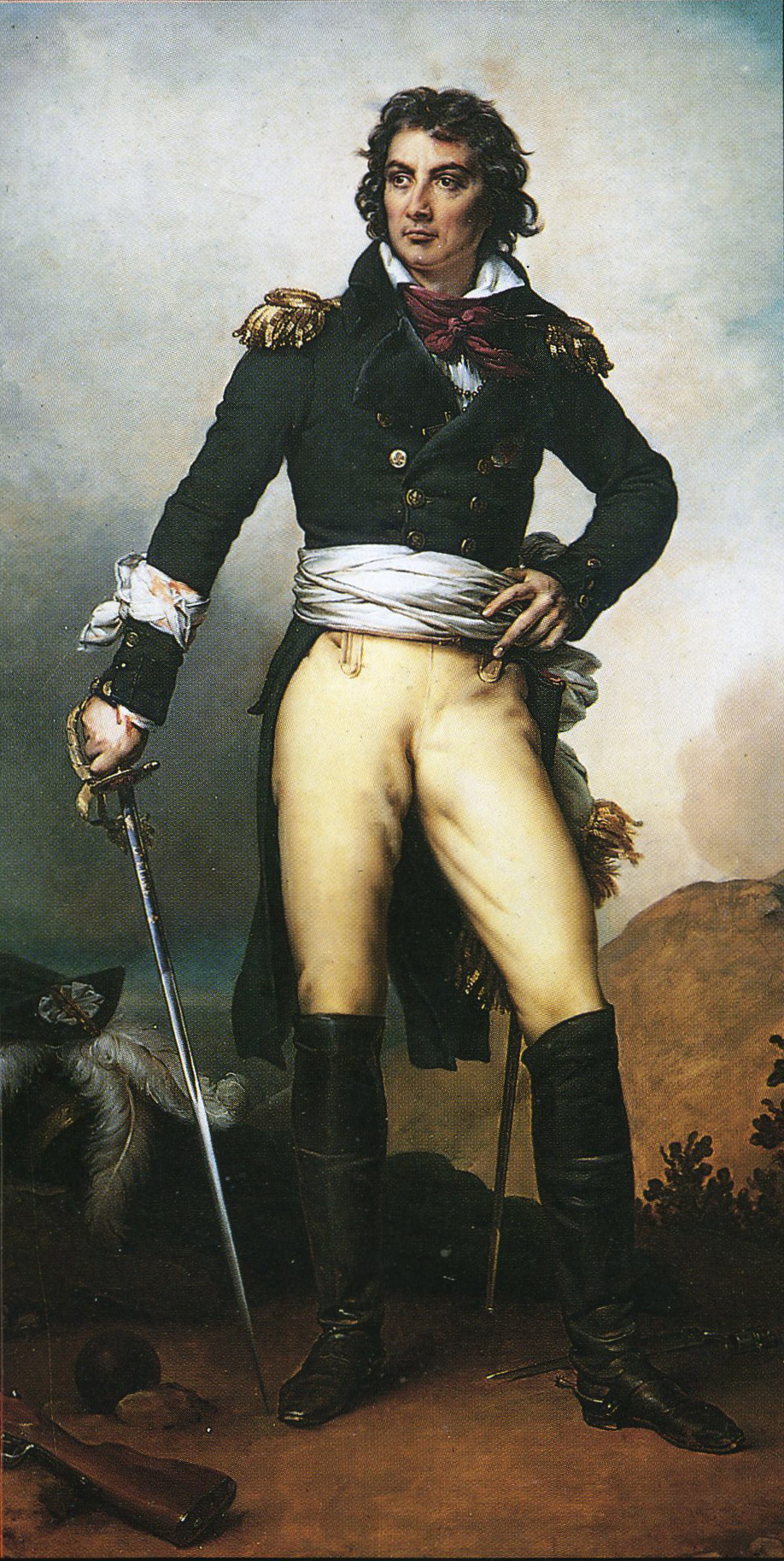
Postuum portret (Jean-Baptiste Paulin Guérin, 1827)

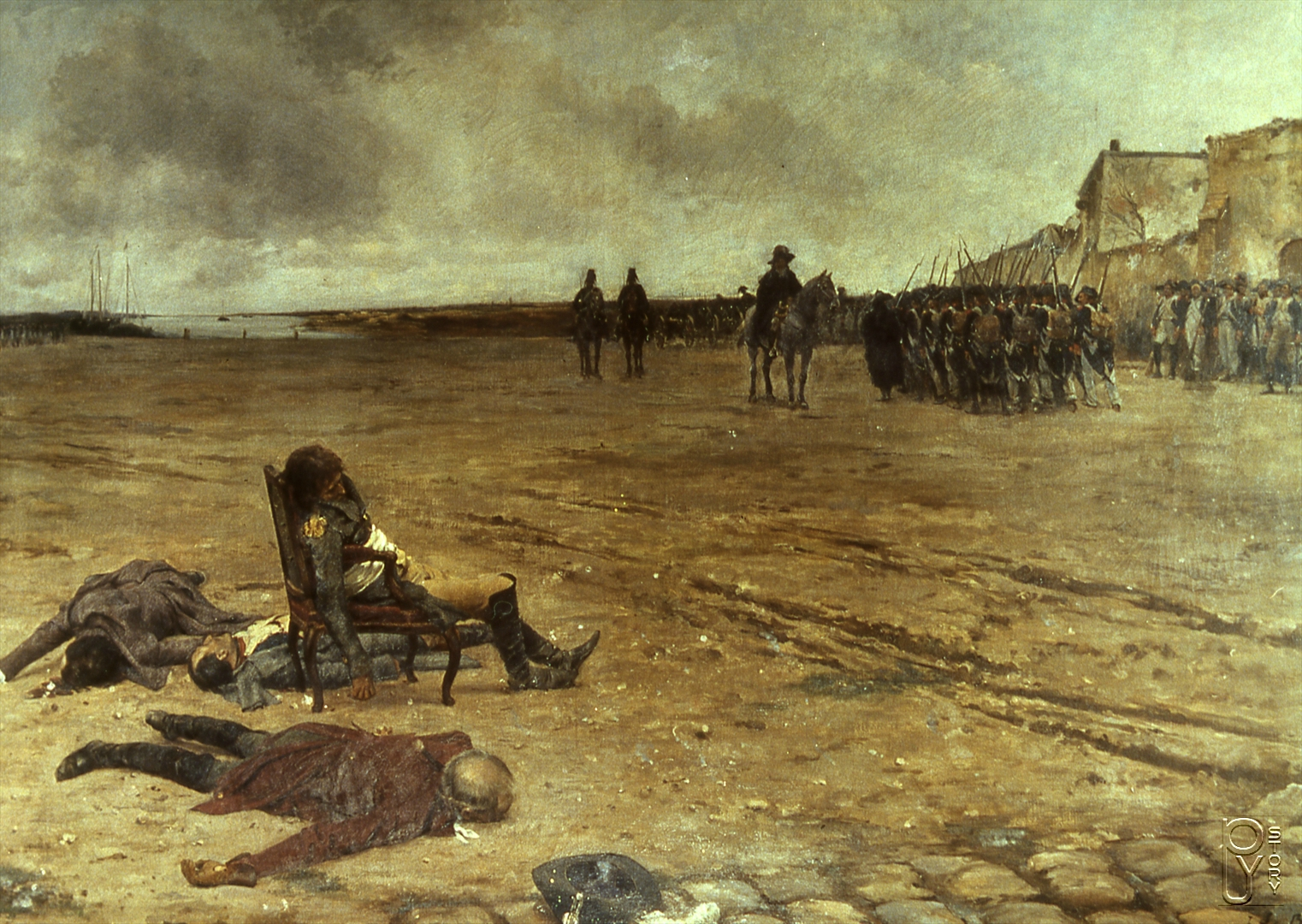
De dood van generaal d'Elbée (Julien Le Blant, 1878)

Maurice Joseph Louis Gigost d'Elbée (Dresden, 21 maart 1752 - Noirmoutier, januari 1794) was een Frans militair en een van de leiders van de Opstand in de Vendée na de Franse Revolutie.

## Levensloop
Hij was een zoon van Maurice d'Elbée en Marie-Thérèse de Meussant. Zijn familie was Frans maar had zich in het keurvorstendom Saksen gevestigd en was er in militaire dienst. Zijn vader was generaal-majoor van de infanterie. Op 15-jarige leeftijd trad d'Elbée in dienst van de garde van de keurvorst van Saksen. In 1772 keerde hij net als zijn vader terug naar Frankrijk en kreeg er een aanstelling als onderluitenant in een cavalerieregiment. In 1781 werd hij bevorderd tot luitenant. Twee jaar later verliet hij het leger nadat hem een aanstelling was geweigerd. Hij trok zich terug op het familielandgoed in Saint-Martin-de-Beaupréau. Hij huwde met Marguerite du Houx d'Hauterive, de dochter van de voormalige gouverneur van Noirmoutier.
In 1793 werd hij vanwege zijn ervaring als officier aan het hoofd gesteld van een opstandelingenleger dat was samengekomen in Beaupréau. In april veroverde hij Chemillé, waar hij verhinderde dat zijn mannen de gevangengenomen republikeinse soldaten afslachtten. Als generalissimo volgde hij de gesneuvelde Jacques Cathelineau op. Zijn leger voegde zich samen met de legers van andere aanvoerders, Charles de Bonchamps, Pierre Cathelineau en Jean Gabory, voor een aanval op Cholet dat in handen was van republikeinse troepen. D'Elbée wilde wachten met de aanval tot een bijkomende divisie met 5000 man zich bij het 'katholiek en koninklijk leger' had gevoegd, maar zijn raad werd in de wind geslagen. Tijdens de verloren Slag bij Cholet op 17 oktober 1793 werd hij gewond door een kogel in de borst en tal van andere verwondingen. Hij kon per paard worden afgevoerd naar Beaupréau. Van daar werd hij met een kar vervoerd naar het eiland Noirmoutier. Toen het republikeinse leger het eiland veroverde, werd hij krijgsgevangen gemaakt. Na een ondervraging werd hij op 7 of 8 januari met andere gevangenen gefusilleerd. Omdat hij nog te zwak was, werd hij in een zetel naar de executieplaats gevoerd.